# (32999) 1997 CY27
1997 CY27 (asteroide 32999) é um asteroide da cintura principal. Possui uma excentricidade de 0.03242750 e uma inclinação de 16.12830º.
Este asteroide foi descoberto no dia 6 de fevereiro de 1997 por Beijing Schmidt CCD Asteroid Program em Xinglong.